# Johann Heinrich Schäfer
Johann Heinrich Schäfer (* 11. Juli 1810 in Faurndau; † 26. März 1887 in Heilbronn) war ein deutscher Orgelbauer.

## Leben
Johann Heinrich Schäfer entstammte einer Orgelbauerfamilie in Göppingen, wo schon sein Großvater Johann Georg Schäfer (1760–1826) und sein Vater Johann Georg Schäfer (1785–1845) tätig waren. Er erlernte wie sein jüngerer Bruder Johann Georg Schäfer (1826–1886), der den väterlichen Betrieb übernahm, das Orgelbauerhandwerk bei seinem Vater. Am 27. Februar 1838 heiratete er in Göppingen die Bäckermeisterstochter Marie Caroline Bracher. Im selben Jahr eröffnete er eine eigene Werkstatt in Heilbronn. Er verfertigte zahlreiche Orgeln, besonders im heutigen Baden-Württemberg.
Johann Heinrich Schäfer starb am 26. März 1887 im Alter von 76 Jahren in Heilbronn. Sein Sohn Karl Schäfer (1838–1922) setzte die Familientradition als Orgelbauer fort.

## Orgeln (Auswahl)
- 1852: Nikolaikirche in Heilbronn
- 1862: Dreifaltigkeitskirche in  Sandhofen
- 1866: Eichstetten
- 1868: Domkirche Lampertheim
- 1868: Reformierte Kirche Tägerwilen[3]
- 1873: St. Jakobus Eschbach im Schwarzwald
- 1874: Klingenzell[4]
- 1876: Synagoge in Heilbronn
- 1876: Kirche Horkheim
- 1884: Nordhausen